# Capital Tier 1
El capital Tier 1 (en anglès: Tier 1 capital) és la mesura central de la fortalesa financera d'un banc des del punt de vista del regulador. Es compon d'un capital bàsic, que consisteix principalment en les accions ordinàries i de les reserves declarades (o utilitats retingudes), però també pot incloure les accions preferencials no-acumulatives no-redimibles.
El capital en aquest sentit es relaciona amb, però és diferent del, concepte comptable de capital social. Tant el capital Tier 1 i Tier 2 es van definir per primera vegada en l'Acord de Capital Basilea I, essent substancialment les mateixes en l'Acord Basilea II. El capital Tier 2 és més gran que el Tier 1, però està subordinat als dpòsits i les afirmacions de l'assegurador de dipòsits. Això inclou accions preferents amb venciment fix i deute a llarg termini amb un mínim de venciment de més de cinc anys.